# Freginals
Freginals è un comune spagnolo di 381 abitanti situato nella comunità autonoma della Catalogna.

## Storia
Il 20 marzo 2016 il ribaltamento di un bus con a bordo studenti dell'Erasmus provocò 13 morti (7 dei quali italiani) e 34 feriti.

### Simboli
I trifogli rimandano all'etimologia del nome Freginals che si dice derivi dal latino volgare farraginales, cioè "campi di foraggere", e il trifoglio è un tipo di foraggio molto comune.